# Réaction de Schiff

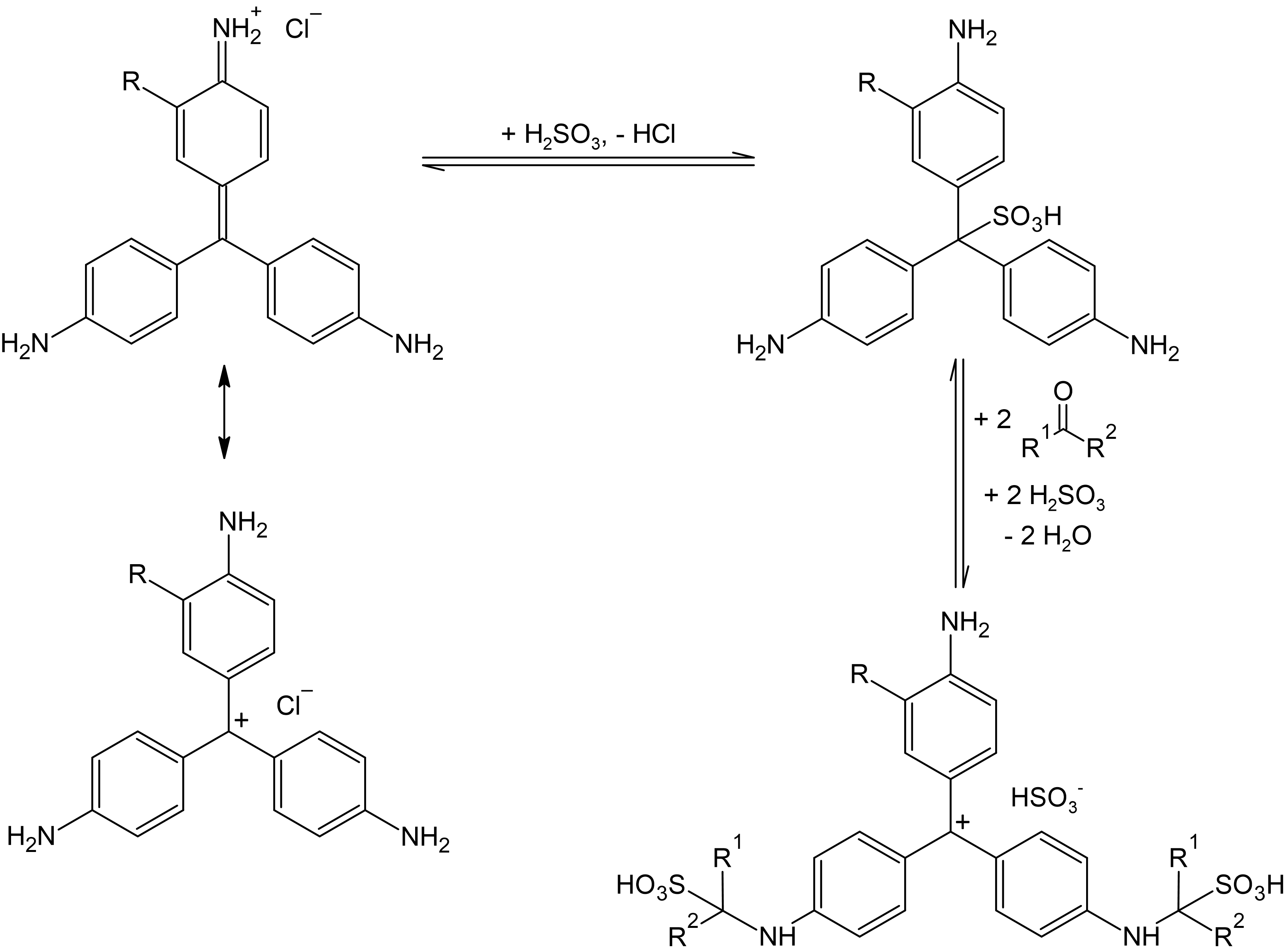
Réaction de Schiff,

La réaction de Schiff (nommée d'après Hugo Schiff) est une réaction de mise en évidence des aldéhydes.
Les aldéhydes recolorent en violet la fuchsine décolorée par le dioxyde de soufre SO2.
Une coloration magenta ou pourpre apparaît donc si la réaction est positive.
La réaction doit se faire à froid et en milieu non-basique.